# Andrena duplicata
Andrena duplicata är en biart som beskrevs av Mitchell 1960. Andrena duplicata ingår i släktet sandbin, och familjen grävbin. Inga underarter finns listade i Catalogue of Life.